# Janine Jansen
Janine Jansen (ur. 7 stycznia 1978 w Soest) – holenderska skrzypaczka. Rozpoczęła naukę gry na skrzypcach w wieku 6 lat. Jej ojciec i dwóch braci są także muzykami. Jej matka jest śpiewaczką. Obecnie gra na skrzypcach Stradivariego „Shumsky-Rode” z 1715 wypożyczonym przez europejskiego dobroczyńcę.

## Dyskografia
- 2003 Janine Jansen: Janine Jansen
- 2005 Janine Jansen: Vivaldi - Four seasons
- 2007 Janine Jansen: Mendelsohn & Bruch violin concertos
- 2007 Janine Jansen: Bach Inventionen BWV 772-786 & partita
- 2008 Janine Jansen: Tchaikovsky violin concerto
- 2008 Janine Jansen: Beethoven & Briten violin concertos
- 2010 Janine Jansen: Beau soir
- 2012 Janine Jansen: Prokofiev
- 2013 Janine Jansen: Schoenberg Schubert
- 2013 Janine Jansen: Bach violin concertos